# 다카다역 (니가타현)
다카다역(일본어: 高田駅)은 일본 니가타현 조에쓰시]에 있는 에치고토키메키 철도 묘코 하네우마 라인의 철도역이다. 단선 · 섬식의 형태를 합친 복합 구조의 철도 역사이다.

## 타는 곳
| 1 | ■ 묘코 하네우마 라인 | (상행) | 나가노 · 아라이 · 묘코코겐 방면       |
| 2 | ■ 묘코 하네우마 라인 | (하행) | 나오에쓰 · 나가오카 · 니가타 방면     |
| 3 | ■ 묘코 하네우마 라인 |        | (주로 이 역 반환, 현재 정기열차 없음) |

## 이용 현황
| 연도     | 이용 현황 | 연도     | 이용 현황 |
| 2000년도 | 3,062     | 2005년도 | 2,512     |
| 2001년도 | 3,003     | 2006년도 | 2,510     |
| 2002년도 | 2,839     | 2007년도 | 2,529     |
| 2003년도 | 2,715     | 2008년도 | 2,480     |
| 2004년도 | 2,576     | 2009년도 | 2,369     |
| -------- | --------- | -------- | --------- |

## 역 주변
- 다카다 공원
- 육상자위대 다카다 주둔지

## 역사
- 1886년 8월 15일: 영업 개시.
- 1987년 4월 1일 : 민영화로 동일본 여객철도에서 계승.
- 2005년 12월 1일: 자동 개찰 도입.
- 2015년
  - 3월 13일: 자동 개찰 철거.
  - 3월 14일: 호쿠리쿠 신칸센 나가노 ~ 가나자와 구간이 연장 개통됨에 따라 에치고토키메키 철도에 이관.

## 인접 정차역
| 에치고토키메키 철도 ■ 묘코 하네우마 라인 | 에치고토키메키 철도 ■ 묘코 하네우마 라인 | 에치고토키메키 철도 ■ 묘코 하네우마 라인 |
| ---------------------------------------- | ---------------------------------------- | ---------------------------------------- |
| 미나미타카다 묘코코겐 방면               | ■ 쾌속 ■ 보통                            | 가스가야마 나오에쓰 방면                 |